# أعظم مائة أمريكي إفريقي
أعظم 100 أمريكي أفريقي (بالإنجليزية: 100 Greatest African Americans) هو قاموس سير صدر سنة 2002، ويضم أعظم 100 شخصية أمريكية من أصول أفريقية من وجهة نظر مؤلفه موليفي كيتي أسانتي، ودون ترتيب تصاعدي أو تنازلي.

## معايير الاختيار
حدد أسانتي خمسة معايير لاختيار الشخصيات التي أدرجها في موسوعته:
- "أهمية الشخص في التقدم العام للأمريكيين الأفارقة نحو تحقيق المساواة الكاملة في المنظومة الاجتماعية والسياسية الأمريكية"
- "الإيثار والاستعداد للتعرض للمخاطر في سبيل الصالح العام"
- "الإرادة والتصميم غير العاديين في مواجهة الخطر العظيم وأمام أكثر الاحتمالات تعنتًا"
- "موقف متسق تجاه رفع الحالة الاجتماعية والثقافية والاقتصادية للأمريكيين الأفارقة"
- "الإنجاز الشخصي الذي يكشف عن أفضل الخصال لدى الشعب الأمريكي الأفريقي"

## القائمة
| - آدم كلايتون باول - إدمونيا لويس - إدوارد بروك - أرتورو شومبيرغ - أرثر أش - أرنا بونتان - إرنست إيفريت جست - أسا فيليب راندولف - ألكسندر كرومل - إلايجا ماكوي - إلايجا محمد - ألين ليروي لوك - أميري بركة - أوبرا وينفري - أوسكار ميشو - أوغست ويلسون - إيدا ويلز - إيرا ألدرايدج - برنس هول - بلانش بروس - بنجامين بانيكر - بنجامين ديفيز - بنجامين سنغلتون - بنجامين مايز - بوكر واشنطن - بول روبسون - بول لورنس دنبار - بيرسي لافون جوليان - بيل كوسبي - تايغر وودز - تشارلز درو - تشارلز هاملتون هوستون - ثورغود مارشال | - توني موريسون - جاك جونسون - جاكي روبينسون - جو لويس - جورج واشنطن كارفر - جون براون راسورم - جون كولترين - جون هارولد جونسون - جون هنريك كلارك - جون هوب فرانكلين - جيسي أوينز - جيسي جاكسون - جيمس بالدوين - جيمس فورتن - جيمس ويلدون جونسون - دانيال هيل وليمز - دوروثي هايت - دوريس ميلر - ديفيد ووكر - ديوك إلينغتون - رالف بنش - روزا باركس - رومير بيردن - روي ويلكنز - ريتشارد ألن - ريتشارد رايت - زورا نيل هيرستون - سوجورنر تروث - شيرلي تشيشولم - غاريت مورغان - غوندولين بروكس - غويون بلوفورد - فاني لو هامر | - فريدريك دوغلاس - فيليس ويتلي - كاثرين دنهام - كارتر وودسون - كاونتي كولن - كريسبوس أتكس - كلود ماكاي - كوامي توري - كولن باول - كينيث كلارك - لانغستون هيوز - لورين هانزبيري - ماثيو هنسون - مارتن ديلاني - مارتن لوثر كينغ جونيور - ماركوس غارفي - ماري تشيرش تيريل - ماري مكليود بيتيون - ماريان أندرسون - مالكوم إكس - ماي جيميسون - مايا أنجيلو - محمد علي كلاي - مدام سي جي ووكر - مولانا كارينغا - هاريت توبمان - هانك آرون - هنري ماكنيل تيرنر - هنري هايلاند غارنت - هيرام رودس روفلز - والتر فرانسيس وايت - وليم دو بويز - وليم مونرو تروتر |